# Werner Heinen
Werner Franz Jakob Heinen (* 23. Oktober 1896 in Oberpleis, Siegkreis; † 22. Oktober 1976 in Köln) war ein deutscher Biologe und Schriftsteller.

## Leben
Werner Heinen war der Sohn eines Apothekers. Nach dem Besuch des Gymnasiums in Siegburg studierte er Mathematik, Botanik und Zoologie an den Universitäten in Bonn und Köln. 1922 promovierte er an der Universität Köln zum Doktor der Philosophie. Ab 1924 war Heinen Studienassessor in Köln, ab 1926 in Essen. Ab 1929 wirkte er als Gymnasiallehrer in Bergneustadt, von 1935 bis 1945 in Essen. Ab 1947 lehrte er als Dozent Biologie an der katholischen Pädagogischen Akademie in Oberhausen, von 1953 bis 1966 war er Professor an der Pädagogischen Akademie in Köln.
Werner Heinen verfasste neben populärwissenschaftlichen Aufsätzen zu naturkundlichen Themen auch Romane, Erzählungen, Gedichte und Theaterstücke.
Ab 1950 gehörte er dem Vorstand des Westdeutschen Autorenverbandes an. 1967 wurde er mit dem Bundesverdienstkreuz 1. Klasse ausgezeichnet.
Seit 1941 war er mit Elisabeth Hermann verheiratet. Heinen verstarb einen Tag vor seinem 80. Geburtstag in einem Kölner Krankenhaus. Die Familiengrabstätte befindet sich auf dem Kölner Melaten-Friedhof.

## Werke
- Beobachtungen über die Beeinflussung der Kapillarweite durch Adrenalin, sowie durch quellend und entquellend wirksame Lösungen beim Frosche, Köln 1922
- Der braune Tod, Köln 1931
- Rubin im Basalt, München 1931
- Die Flucht nach Ägypten, Saarbrücken 1933
- Die Sturmglocke von Oberpleis, Bergneustadt 1933
- Brot aus den Steinen, Breslau 1934
- Tristan Röder, Breslau 1935
- Die Legende vom verlorenen Kind, München 1936
- Rebellen am Rhein, München 1936
- Agrion (Die Geschichte einer Libelle), Hugo Bermühler Verlag, Berlin-Lichterfelde 1938
- Architektur im Roggenhalm und andere naturkundliche Plaudereien und Schilderungen, Köln 1941
- Die freie Folge, Essen 1941
- Der junge Genius, Essen 1941
- Beseeltes Land, Essen 1943
- Falken im Venn, Essen 1947
- Das singende Jahr, Essen 1947
- Biologische Plaudereien, Bonn 1948
- Die drei Heilmittel gegen die Liebe, Essen 1948
- Das Oberpleiser Tausendjahrspiel", Oberpleis 1948
- Die Insel, Bonn 1953
- Mein Naturkundebuch, Düsseldorf 1953
- Räuber in der Nacht, Bonn 1956
- Flut, Glut und Asche, Bonn am Rh. 1960
- Woher stammt der Mensch?, Olten [u. a.] 1962
- Lebendiger Mikrokosmos, Berlin 1963
- Monotropa, Großkrotzenburg 1975

## Herausgeberschaft
- Zwiesprache mit Tieren, Essen 1942